# Pamir
Gorovje Pamir leži na stičišču gorovij Tjanšan v Kirgizistanu, Karakorum v Pakistanu, gorovje Kunlun na Kitajskem in Hindukuš v Afganistanu. Večina pogorja leži v Tadžikistanu. Manjši deli pa se nahajajo tudi v naslednjih državah: Kirgizistan, Afganistan in Pakistan.
Velik del gorovja Pamir leži v provinci Gorno-Badakhšan v Tadžikistanu. Na jugu mejijo na gore Hindukuš vzdolž afganistanskega Vakanskega koridorja v provinci Badakhšan, regijah Čitral in Gilgit-Baltistan v Pakistanu. Na severu se pridružijo gorovju Tjanšan vzdolž doline Alaj v Kirgizistanu. Na vzhodu se raztezajo do območja, ki vključuje kitajski Kongur Tagh v »Vzhodnem Pamirju«, ločen z dolino Jarkand od gorovja Kunlun.
Od viktorijanskih časov je znan kot Streha sveta, domnevno prevod iz perzijščine.

## Imena in etimologija

### V drugih jezikih
Regija Pamir je dom več različnih kultur, narodov in jezikov. V nekaterih od teh jezikov se gore Pamir imenujejo z različnimi imeni.
V indoevropskih jezikih se imenujejo:
- پامیر غرونه Pāmīr Ghrūna v paštu;
- رشته کوه‌های  پامیر, Ришта Кӯҳҳои Помир, Rishta Kūhhoi Pomir v tadžikistanščini;
- پامیر کوهستان‎ Pāmīr Kohistān urdujščini;
- सुमेरु Sumeru sanskrtu.

V turških jezikih se imenujejo:
- پامىر توولورۇ, Памир Тоолору, Pamir Tooloru v kirgiščini;
- پامىر ئېگىزلىكى, Pamir Ëgizliki, Памир Егизлики v ujgurščini.

V kitajščini se imenujejo "čebulno območje" (poenostavljeno kitajsko: 葱岭; tradicionalno kitajsko: 蔥嶺; pinjin: Cōnglǐng; Wade–Giles: Ts'ung-ling), ki je dobilo ime po divji čebuli, ki raste v regiji. V dunganskem narečju mandarinščine je v cirilici zapisano Памир / Цунлин, v Xiao'erjing pa پَامِعَر / ڞوْلٍْ. Ime Pamir se pogosteje uporablja v sodobni kitajščini in se izposoja kot 帕米尔 / 帕米爾 Pàmǐ'ěr.

### Geološki izraz
Po Middletonu in Thomasu je pamir tudi geološki izraz. Pamir je ravna planota ali dolina v obliki črke U, obdana z gorami. Nastane, ko se ledenik ali ledeno polje stopi in zapusti skalnato ravnino. Pamir traja, dokler erozija ne oblikuje tal in poseka običajnih dolin. To vrsto terena najdemo na vzhodu in severu Vakhana ter vzhodno in južno od Gorno-Badakhšan, v nasprotju z dolinami in soteskami na zahodu. Pamir se uporablja za poletno pašo.
Veliki Pamir je okoli jezera Zorkul. Mali Pamir je vzhodno od tega na skrajnem vzhodu Vakhana. Taghdumbaš Pamir je med Taškurganom in Vakhanom zahodno od Karakorumske avtoceste. Aličur Pamir je okoli Jašil Kula na reki Gunt. Sarez Pamir je okoli mesta Murghab v Tadžikistanu. Kharguš Pamir je južno od jezera Karakul. Obstaja še več drugih.
Reka Pamir je na jugozahodu Pamirja.

## Geografija
- Kongur Tagh (levo) in Kongur Tiube (rahlo desno), gledano s Karakorumske avtoceste
- Pobočja gorovja Pamir na kitajski strani in Muztag Ata
- Gorovje Pamir iz Nasinega satelitskega posnetka, april 2012

Najvišji vrh je Ismoil Somoni (od leta 1932 - 1962 imenovan Stalinov vrh, od leta 1962 - 1998 imenovan Vrh komunizma) z višino 7495 m. Sledi Ibn Sina (znan kot Pik Lenin) s 7134 m in Pik Korženevske (rusko: Пик Корженевской, Pik Korženevskoi) s 7105 m.
V gorovju leži veliko ledenikov, med drugim tudi 72 km dolg ledenik Fedčenko, največji ledenik v nekdanji Sovjetski zvezi in največji izven polarne regije. Približno 12.500 km² (pribl. 10 %) Pamirja je poledenelega. Ledeniki v južnem Pamirju se hitro umikajo. Deset odstotkov letnega odtoka naj bi izviralo iz umikajočih se ledenikov v južnem Pamirju. V severozahodnem Pamirju imajo ledeniki skoraj stabilne masne bilance.
V Pamirju leži v bližini meje s Kirgizistanom tudi veliko jezero Karakul, poleg tega pa še mnogo manjših visokogorskih jezer. Iz jezera Zorkal izteka tudi reka Pamir. ki se po sotočju z reko Vahan imenuje Pjandž, ki na zahodu obkroža pogorje in ga loči od Hindukuša. Večina ostalih rek odteka v Pjandž.

## Podnebje
Pamir je celo leto pokrit s snegom. Ima dolge in ostre zime in kratka ter hladna poletja.

## Ekonomija
Na zahodnem delu je rudnik premoga, sicer pa se ljudje večinoma preživljajo z živinorejo.

## Raziskovanje
Lapis lazuli, najden v egipčanskih grobnicah, naj bi izviral z območja Pamirja v provinci Badakhšan v Afganistanu. Okoli leta 138 pr. n. št. je Džang Čjian dosegel Fergansko dolino severozahodno od Pamirja. Ptolemaj nejasno opisuje trgovsko pot skozi to območje. Od približno leta 600 n. št. so budistični romarji potovali po obeh straneh Pamirja, da bi iz Kitajske prispeli v Indijo. Leta 747 je bila vojska Tangov na reki Vakhan. Obstajajo različna arabska in kitajska poročila. Marco Polo je morda potoval po reki Panj. Leta 1602 je Bento de Goes potoval iz Kabula v Jarkand in pustil skromno poročilo o Pamirju. Leta 1838 je poročnik John Wood dosegel izvir reke Pamir. Od približno 1868 do 1880 je več Indijcev v britanski službi na skrivaj raziskovalo območje Panj. Leta 1873 so se Britanci in Rusi dogovorili o afganistanski meji ob reki Panj. Od leta 1871 do okoli leta 1893 je več ruskih vojaško-znanstvenih ekspedicij začrtalo večino Pamirja (Aleksej Pavlovič Fedčenko, Nikolaj Severcov, kapitan Putjata in drugi. Kasneje je prišel Nikolaj Korženevskij). Več lokalnih skupin je zaprosilo za rusko zaščito pred afganistanskimi roparji. Rusom so sledili številni ne-Rusi, vključno z Ney Eliasom, Georgeom Littledaleom, grofom Dunmorskim, Wilhelmom Filchnerjem in lordom Curzonom, ki je bil verjetno prvi, ki je dosegel izvir reke Oxus. Leta 1891 so Rusi obvestili Francisa Younghusbanda, da je na njihovem ozemlju, in kasneje pospremili poročnika Davidsona z območja ('pamirski incident'). Leta 1892 je bataljon Rusov pod vodstvom Mihaila Ionova vstopil na to območje in se utaboril blizu sedanjega Murghaba. Leta 1893 so tam zgradili pravo utrdbo (Pamirskiy Post). Leta 1895 so njihovo bazo premaknili v Khorog pred Afganistance.
Leta 1928 je nemško-sovjetska ekspedicija pod vodstvom Willija Rickmerja Rickmersa kartirala zadnja prazna območja okoli ledenika Fedčenko.

## Odkritja
V zgodnjih 1980-ih so v gorovju Pamirja odkrili nahajališče klinohumita (neobičajni član skupine humitov, magnezijev silikat po kemijski formuli) kakovosti draguljev. To je bilo edino tako nahajališče, znano do odkritja materiala draguljev v regiji Tajmir v Sibiriji leta 2000.
Najzgodnejši znani dokazi o uporabi konoplje pri ljudeh so bili najdeni v grobnicah na pokopališču Jirzankal.

## Dostopnost
Na jugovzhodnem delu regije Pamir na Kitajskem visokogorska cesta imenovana tudi Karakorumska avtocesta (Karakoram Highway – KKH) povezuje Pakistan in Kitajsko preko 4934 m visokega mejnega prelaza Hundžirab. Pamirska cesta, druga najvišja mednarodna cesta na svetu (M41) je druga najvišje ležeča cesta, ki preko 4280 m visokega prelaza Kizil Art povezuje Dušanbe v Tadžikistanu in Oš v Kirgizistanu čez avtonomno regijo Guorno-Badakhšan in je glavna oskrbovalna pot izolirane regije. Velika svilna pot je prečkala številne gorske verige Pamirja.

## Verski pomen
Nekateri raziskovalci identificirajo Pamir z goro Meru ali Sumeru. Gora Meru je sveta gora s petimi vrhovi budistične, džainistične in hindujske kozmologije in velja za središče vseh fizičnih, metafizičnih in duhovnih vesolj.